# تپه باستانی حاجی‌آباد
این تپه باستانی در موقعیت روستای حاجی‌آباد یا همان حاجی شاه سابق از توابع شهرستان ساوجبلاغ واقع گردیده‌است. بنای باستانی تپه احتمالاً دژی قدیمی مربوط به دوره هخامنشی بوده‌است شامل آجرهای سفالی در اندازه‌های ۳۰*۲۰*۶۰ و تکه‌های ملات ساروج. قدمت اثر بیش از دو هزار سال است.